# ایور (گرمه)
ایور شهری در بخش مرکزی شهرستان گرمه استان خراسان شمالی ایران و از شهرهای با گویشور فارسی دری این استان است. این شهر در ۱۶۶ کیلومتری جنوب غربی بجنورد مرکز استان خراسان شمالی قرار گرفته است. این شهر در سال ۱۳۹۱ به عنوان شهر شناخته شد. ایور را به عنوان یکی از پایتخت‌های حلیم ایران می‌شناسند و هر ساله در مناسبت‌های مختلف از جمله ایام ماه‌های محرم و صفر بیش از دویست دیگ بزرگ آماده می‌گردد و در سطح تمام شهر به صورت نذری پخش می‌گردد.

## جمعیت
بر پایه سرشماری عمومی نفوس و مسکن در سال ۱۳۹۵ جمعیت این مکان ۳٬۹۹۴ نفر (۱٬۱۷۱ خانوار) بوده است.

## پیشه و کار
پیشه بیشتر مردم کشاورزی و دامپروری و کامیونداری است. آب کشاورزی در گذشته از قناتها تأمین می‌شد. کارگاه‌های کوچک زیادی همچون کارگاه‌های کالای چوبی، کالای فلزی و کالای ساختمانی دارد. در شهر ایور کالاهای گوناگون کشاورزی و دامداری یافت می‌شود.
شهر ایور دارای فرهنگیان و فرهیختگان زیادی است و تمام معلمان شهر، بومی می‌باشند.
پزشکان و مهندسان مجربی نیز از این شهرتاریخی برخاسته‌اند.

## جغرافیا
شهر ایور در جنوب غربی استان خراسان شمالی جای دارد و از نظر تقسیمات سیاسی با توجه به انفصال شهرستان گرمه از جاجرم در سال ۱۳۸۷، در بخش مرکزی شهرستان گرمه قرار دارد. این شهر در فاصله ۳ کیلومتری شهر گرمه قرار دارد و جاده ارتباطی موجود که ارتباط بین استان سمنان و خراسان شمالی و استان گلستان را برقرار می‌سازد از کناره جنوبی آن گذر کرده است. شهر ایور در ۳۶ درجه و ۵۸ دقیقه عرض جغرافیایی و ۵۶ درجه و ۱۶ دقیقه طول شرقی و ارتفاع ۱۰۸۰ متری از سطح دریا جای گرفته است.

## مسجد جامع ایور
مسجد جامع ایور یکی از آثار ارزشمند مذهبی-تاریخی شهرستان گرمه قلمداد می‌شود که در دوره صفوی ساخته شده است. این مسجد کوچک با الگوی ساختمانی گذشتگان و چینه‌های خشت و گل ساخته شده و سقف آن با مجموعه‌ای از قوسهای ضربی پوشش یافته است. در وسط بنا چهار ستون درشت چهارگوش وجود دارد که پایه‌های گنبد بزرگ مرکزی بر روی آن‌ها قرار گرفته است.
1. ↑  «نسخه آرشیو شده». بایگانی‌شده از اصلی در ۲۴ ژوئیه ۲۰۱۴. دریافت‌شده در ۲۴ مارس ۲۰۱۴.
2. ↑  «نتایج سرشماری ایران در سال ۱۳۹۵». درگاه ملی آمار. بایگانی‌شده از اصلی (اکسل) در ۲۰ شهریور ۱۴۰۲.